# Campeonato de Francia de Rugby 15 1898-99
El Campeonato de Francia de Rugby 15 1898-99 fue la 8.ª edición del Campeonato francés de rugby, la principal competencia del rugby galo.
El campeón del torneo fue el equipo de Stade Bordelais quienes obtuvieron su primer campeonato.

## Participantes
| - Cosmopolitan Club - Ligue Athletique - Olympique París - Racing Club - Stade Français - Union Athlétique du Premier | - FC Lyon - SOET - Stade Bordelais |

## Final
| 23 de abril de 1899 | Stade Bordelais | 5 - 3 | Stade Français | Terrain du SBUC, Le Bouscat |  |

| Bandera de Francia      |
| Campeón Stade Bordelais |
| Primer título           |